# 姚子羚
姚子羚（英語：Elaine Yiu Tsz Ling；1980年11月21日—），原名饒慧玲，香港女演員及節目主持，現為無綫電視經理人合約藝員，於《萬千星輝頒獎典禮2015》獲得「最佳女配角」獎。

## 簡歷

### 早年生活
姚子羚本名饒慧玲，藝名由無綫電視監製錢國偉所改，有活潑跳躍的意思。她早年於九龍美孚新邨長大，父親是一名潮州籍建築材料商人，母親是臺灣人。姚子羚有一姊（年長5年）一妹（小8歲），其妹為now新聞的主播饒慧珊。因母親為臺灣人，故會講國語及閩南語。
姚子羚曾就讀聖公會聖紀文小學，小時候每逢假期經常到台北市度過。中學畢業於東華三院張明添中學，同班同學有無綫電視藝人崔建邦（1992年至1997年中一至中五，因崔氏留級一年而成為初中同學），以中文科成績較佳，卻拙於數學與世界歷史科。在校時曾是校內籃球隊成員。她中五畢業後赴澳洲升學，與在當地升學的胞姊生活，且入讀高中及墨爾本皇家理工大學；但讀了一年便因家中經濟問題，即1997年金融風暴影響父親生意而放棄學業。不久回到香港，正式入行前曾在父親的建築材料公司任採購員，又任職兼職啤酒推銷員。及後曾轉職文員秘書。
直至2002年初由於想參與有F4演出的廣播劇，於是報名參加新城電台的廣播比賽，最後獲勝。同年獲TVB8的人員邀請參加《TVB8全能主持比賽》，並得到冠軍，晉身電視圈，亦成為無綫電視旗下合約女藝員。因掌握豐富的主持經驗而多次於無綫節目上擔任主持。入行初期在TVB8主持節目如《娛樂最前線》，同期主持有李浩林。

### 演藝發展
2003年，姚子羚被錢國偉相中，拍攝首部電視劇《當四葉草碰上劍尖時》，飾演樂天學生「藍雪文」，其後於姊妹作品《赤沙印記@四葉草.2》中亦客串飾演相同角色。之後，姚子羚在多部劇集中擔任配角，如《隨時候命》、《通天幹探》、《與敵同行》及《烈火雄心3》等。2005年，她在李添勝監製《鐵血保鏢》中飾演堅強的「利祥鳳」，與馬浚偉、黎耀祥、惠英紅等演員合作。
2010年，姚子羚憑無綫電視劇集《秋香怒點唐伯虎》、《蒲松齡》、《情越雙白線》及《公主嫁到》在《2010年萬千星輝頒獎典禮》入圍「飛躍進步女藝員」最後五强。
2015年，姚子羚憑無綫電視時裝法律劇《四個女仔三個BAR》和台慶劇《張保仔》在《萬千星輝頒獎典禮2015》入圍「最佳女主角」、「最受歡迎電視女角色」及「最佳女配角」。她憑《四個女仔三個BAR》「張慧云（Vivian）」一角在《TVB馬來西亞星光薈萃頒獎典禮2015》獲得「最喜愛TVB女配角」獎，同年憑《張保仔》「炎貴妃」一角獲得《萬千星輝頒獎典禮2015》「最佳女配角」獎。
姚子羚曾於2015年意外被愛犬咬傷面部，幾乎毀容，但事後仍然堅持照顧愛犬，亦因此事陷入低谷，最後成功克服，重新積極投入工作。2017年，她凭無綫電視劇集《同盟》「韋以柔（Kate）」一角在《TVB馬來西亞星光薈萃頒獎典禮2017》再度夺得「最喜愛TVB女配角」獎，创下两夺「最喜愛TVB女配角」的紀录，同時在《萬千星輝頒獎典禮2017》入圍「最佳女配角」最后五强。
2018年6月，姚子羚在無綫電視古裝剧《天命》饰演和府二夫人「长媚」，演技獲網民好評。同年11月，她憑此劇在《萬千星輝頒獎典禮2018》获提名「新加坡最喜愛TVB女主角」、「馬來西亞最喜愛TVB女主角」、「最佳女主角」及「最受歡迎電視女角色」。2021年，姚子羚憑無綫電視台慶劇《拳王》「雷堅（Anson）」一角在《萬千星輝頒獎典禮2021》「最佳女主角」及「馬來西亞最喜愛TVB女主角」均入圍最後五強，並入圍「最受歡迎電視女角色」最後十強。
2022年，姚子羚憑無綫電視武打劇集《鐵拳英雄》「金福妹」一角首度入圍《亞洲學院創意獎》「最佳女配角」，並奪得「最佳女配角（香港區）」。同年年尾，姚子羚憑此劇入圍《萬千星輝頒獎典禮2022》「最佳女配角」最後五強。
另外，姚子羚近年為無綫電視監製梁材遠及文偉鴻的常用演員。

### 圈中好友
姚子羚與胡杏兒、胡定欣、胡蓓蔚、黃智雯及李施嬅組成姊妹團「胡說八道會」，亦與同樣熱愛長跑運動的袁偉豪、陳山聰、謝東閔、胡諾言、胡定欣、胡蓓蔚、李施嬅及黃智雯一同組成「CrazyRunner」。其他圈中好友包括王子涵、陳自瑤、龔嘉欣、呂慧儀、蔡潔、王君馨及趙希洛等。

## 感情生活
2018年3月，姚子羚宣布與拍拖3年的鄭子邦分手。2019年5月，她被指做第三者，與夜場董事楊偉文（Raymond）約會8個月，其後透露已與對方分手，並否認干涉他人的婚姻。

## 演出作品

### 電視劇
| 首播     | 劇名                 | 角色             |
| 無綫電視 |                      |                  |
| 2003年   | 當四葉草碰上劍尖時   | 藍雪文           |
| 2004年   | 赤沙印記@四葉草.2    | 藍雪文           |
| 2004年   | 棟篤神探             | 黎小敏（Bebe）   |
| 2005年   | 酒店風雲             | 鄭可兒（Chloe）  |
| 2005年   | 隨時候命             | 高可愛（Cally）  |
| 2006年   | 鐵血保鏢             | 利祥鳳           |
| 2006年   | 布衣神相（海外首播） | 吳牡丹           |
| 2006年   | 鳳凰四重奏           | 張莉             |
| 2007年   | 通天幹探             | 姜雅翠（Maria）  |
| 2008年   | 秀才愛上兵           | 唐水             |
| 2008年   | 最美麗的第七天       | 楊巧兒（Jade）   |
| 2008年   | 金石良緣             | 程凱珊（Hana）   |
| 2008年   | 甜言蜜語             | 齊家怡           |
| 2008年   | 與敵同行             | 唐凱敏（Mandy）  |
| 2009年   | 烈火雄心3            | 卓敏（Minnie）   |
| 2010年   | 秋香怒點唐伯虎       | 石榴             |
| 2010年   | 蒲松齡               | 柳心妍           |
| 2010年   | 情越雙白線           | 曹美慧（Vivian） |
| 2010年   | 女人最痛             | PinkyWong        |
| 2010年   | 公主嫁到             | 楚翹             |
| 2010年   | 天天天晴             | 冷美思（Ivy）    |
| 2011年   | Only You 只有您      | Erica            |
| 2011年   | 紫禁驚雷             | 佟佳·曼筠        |
| 2011年   | 我的如意狼君         | 高爾喬           |
| 2012年   | 造王者               | 董玉喬           |
| 2012年   | 幸福摩天輪           | 許玉梅（青年）   |
| 2013年   | 女警愛作戰           | 蘇星佩           |
| 2013年   | 情越海岸線           | 蘇鳳妮           |
| 2013年   | 好心作怪             | 葉詠恩           |
| 2014年   | 單戀雙城             | 康以蕎           |
| 2014年   | 愛我請留言           | 蔡妍（Emma）     |
| 2014年   | 我們的天空           | 董愛晴           |
| 2014年   | 載得有情人           | 梅敏儀           |
| 2015年   | 四個女仔三個BAR      | 張慧芸（Vivian） |
| 2015年   | 愛·回家              | 海寧（海姑娘）   |
| 2015年   | 陪著你走             | 阮婉             |
| 2015年   | 張保仔               | 炎貴妃／蘇鳳妮   |
| 2015年   | 實習天使             | 杜羨花（Sylvia） |
| 2015年   | 刀下留人             | 阮素心           |
| 2016年   | 廉政行動2016         | WendyLi          |
| 2017年   | 同盟                 | 韋以柔（Kate）   |
| 2017年   | 燦爛的外母           | 紀曉盈（Celine） |
| 2018年   | 天命                 | 長媚（二夫人）   |
| 2019年   | 包青天再起風雲       | 紀念念           |
| 2020年   | 黃金有罪             | 水敏晶           |
| 2021年   | 大步走               | 何家欣（Carrie） |
| 2021年   | 拳王                 | 雷堅（Anson）    |
| 2022年   | 鐵拳英雄             | 金福妹           |
| 2023年   | 一舞傾城             | 石慧琼（Michelle） |
| 2024年   | 狀王之王             | 玲瓏             |
| 2024年   | 反黑英雄             | 林雪兒           |
| 籌備中   | 玫瑰戰爭             |                  |
| 邵氏兄弟 |                      |                  |
| 2022年   | 飛虎之壯志英雄       | 杜以盈           |

### 電影
- 2011年：我愛HK開心萬歲藝人

### 廣播劇（新城廣播劇團）
- 你不愛我愛誰（2002）飾Joyce

### 節目主持

#### 無綫電視
- 2003年：勁歌金曲外景主持
- 2004年11-12月：香港直播
- 2006年：無綫世界盃嘉賓主持
- 2012年：Citywalk 金龍吐艷迎新歲
- 2012年：靚人靚湯
- 2013年：蒲酒店
- 2013年：星和無綫電視大獎2013大會司儀
- 2014年：Citywalk新春黃金慶典: 駿馬迎新歲
- 2015年：TVB最受歡迎電視廣告大獎
- 2015年：星級健康（星級健康2）
- 2015年：理文造紙呈獻：羊年賀歲煙花匯演
- 2015年：星級打工時代（星級健康3之星夢成真）
- 2017年：星級超常任務（星級健康4之Go Green碳世界）
- 2017年：胡說八道真情假期
- 2018年：兄弟姊妹去旅行
- 2019年：我的寵物
- 2021年：2020東京奧運黃金戰報（7月29日）

#### 其他
- 2002-2004年：TVB8節目主持
- 2004年：香港電台風聲雨聲讀書聲
- 2006年：TVB8紅粉特攻隊
- 2006年：TVB8娛樂最前線
- 2007年：TVB8超級愛美神
- 2007年：TVB8食神探路1、2輯
- 2013年：Astro星級健康
- 2015-17年：Astro姊妹淘（馬來西亞篇I-III）

## 無綫月曆
- 2006年7月、8月-林峯、鍾嘉欣、蔡少芬、徐子珊、崔建邦、鄭嘉穎
- 2007年1月-佘詩曼、林保怡、崔建邦、李亞男、胡定欣
- 2008年12月-羅嘉良、馬德鐘、湯盈盈、曹永廉、胡杏兒
- 2014年12月-郭少芸、馬德鐘、郭羨妮、江美儀、蘇玉華、林夏薇、馬國明
- 2016年-佘詩曼、萬綺雯、米雪、邵美琪、馬國明、薛家燕、黃智雯

## 音樂作品（歌曲）
- 我真的受傷了（國）（曲／詞︰王菀之，原唱為張學友及王菀之）
- 千個太陽（與戚黛黛合唱）
- 我恨我是女人（第18屆CASH流行曲創作大賽翻唱，曲︰譚展輝，詞︰張美賢，與陳苑淇、鄧穎芝、容穎欣@V.O.X、梁雨恩、謝文雅現場合唱，原唱趙學而）
- 挪亞方舟（第18屆CASH流行曲創作大賽全體參賽歌手合唱，原唱張國榮）
- 牛郎織女（國）（第18屆CASH流行曲創作大賽參賽歌曲，曲／詞︰SandyChan，與崔建邦合唱）

## 獎項及提名
| 年份   | 頒獎典禮                        | 獎項                             | 作品                                                        | 角色   | 結果                 |
| ------ | ------------------------------- | -------------------------------- | ----------------------------------------------------------- | ------ | -------------------- |
| 2003年 | 萬千星輝賀台慶2003              | 本年度我最喜愛的拍檔（非戲劇組） | 當四葉草碰上劍尖時                                          | 藍雪文 | 提名                 |
| 2004年 | 萬千星輝賀台慶2004              | 飛躍進步女藝員                   | 棟篤神探                                                    | 黎小敏 | 提名                 |
| 2005年 | 萬千星輝賀台慶2005              | 飛躍進步女藝員                   | 酒店風雲                                                    | 鄭可兒 | 最後五強             |
| 2005年 | 萬千星輝賀台慶2005              | 最佳女配角                       | 酒店風雲                                                    | 鄭可兒 | 最後十強             |
| 2006年 | 萬千星輝頒獎典禮2006            | 飛躍進步女藝員                   | 鐵血保鏢                                                    | 利祥鳳 | 提名                 |
| 2010年 | 萬千星輝頒獎典禮2010            | 最佳女配角                       | 情越雙白線                                                  | 曹美慧 | 提名                 |
| 2010年 | 萬千星輝頒獎典禮2010            | 飛躍進步女藝員                   | 秋香怒點唐伯虎 蒲松齡 女人最痛 公主嫁到 情越雙白線 天天天晴 | 不適用 | 最後五強             |
| 2012年 | MYAOD我的最愛頒獎典禮2012       | 我的最愛電視女配角               | 我的如意狼君                                                | 高爾喬 | 提名                 |
| 2013年 | 萬千星輝頒獎典禮2013            | 最佳女配角                       | 好心作怪                                                    | 葉詠恩 | 提名                 |
| 2013年 | TVB馬來西亞星光薈萃頒獎典禮2013 | TVB最具潛質女藝員                | 好心作怪 情越海岸線                                         | 不適用 | 最後五強             |
| 2014年 | TVB馬來西亞星光薈萃頒獎典禮2014 | 最喜愛TVB女配角                  | 愛我請留言                                                  | 蔡妍   | 提名                 |
| 2014年 | 星和無綫電視大獎2014            | 我最愛TVB女配角                  | 愛我請留言                                                  | 蔡妍   | 提名                 |
| 2015年 | 星和無綫電視大獎2015            | 我最愛TVB女配角                  | 四個女仔三個BAR                                             | 張慧芸 | 提名                 |
| 2015年 | TVB馬來西亞星光薈萃頒獎典禮2015 | 最喜愛TVB女配角                  | 四個女仔三個BAR                                             | 張慧芸 | 獲獎                 |
| 2015年 | TVB馬來西亞星光薈萃頒獎典禮2015 | 最喜愛TVB熒幕情侶                | 四個女仔三個BAR                                             | 張慧芸 | 與黃智賢提名         |
| 2015年 | TVB馬來西亞星光薈萃頒獎典禮2015 | 最喜愛TVB電視角色                | 四個女仔三個BAR                                             | 張慧芸 | 獲獎                 |
| 2015年 | 萬千星輝頒獎典禮2015            | 最佳女主角                       | 四個女仔三個BAR                                             | 張慧芸 | 提名                 |
| 2015年 | 萬千星輝頒獎典禮2015            | 最受歡迎電視女角色               | 張保仔                                                      | 炎貴妃 | 提名                 |
| 2015年 | 萬千星輝頒獎典禮2015            | 最佳女配角                       | 張保仔                                                      | 炎貴妃 | 獲獎                 |
| 2016年 | 萬千星輝頒獎典禮2016            | 最佳女配角                       | 刀下留人                                                    | 阮素心 | 提名                 |
| 2016年 | TVB馬來西亞星光薈萃頒獎典禮2016 | 最喜愛TVB電視角色                | 實習天使                                                    | 杜羨花 | 提名                 |
| 2017年 | TVB馬來西亞星光薈萃頒獎典禮2017 | 最喜愛TVB綜藝節目                | 胡說八道真情假期                                            | 不適用 | 獲獎                 |
| 2017年 | TVB馬來西亞星光薈萃頒獎典禮2017 | 最喜愛TVB節目主持                | 胡說八道真情假期                                            | 不適用 | 最後五強             |
| 2017年 | TVB馬來西亞星光薈萃頒獎典禮2017 | 最喜愛TVB節目主持                | 姊妹淘馬來西亞篇第三季                                      | 不適用 | 最後五強             |
| 2017年 | TVB馬來西亞星光薈萃頒獎典禮2017 | 最喜愛TVB女配角                  | 同盟                                                        | 韋以柔 | 獲獎                 |
| 2017年 | TVB馬來西亞星光薈萃頒獎典禮2017 | 最喜愛TVB熒幕情侶                | 同盟                                                        | 韋以柔 | 與陳山聰入圍最後三強 |
| 2017年 | TVB馬來西亞星光薈萃頒獎典禮2017 | 最喜愛TVB電視角色                | 同盟                                                        | 韋以柔 | 提名                 |
| 2017年 | 星和無綫電視大獎2017            | 我最愛TVB女配角                  | 同盟                                                        | 韋以柔 | 提名                 |
| 2017年 | 星和無綫電視大獎2017            | 我最愛TVB電視女角色              | 同盟                                                        | 韋以柔 | 獲獎                 |
| 2017年 | 星和無綫電視大獎2017            | 我最愛TVB螢幕情侶                | 同盟                                                        | 韋以柔 | 與陳山聰提名         |
| 2017年 | 萬千星輝頒獎典禮2017            | 最佳女配角                       | 同盟                                                        | 韋以柔 | 最後五強             |
| 2017年 | 萬千星輝頒獎典禮2017            | 最受歡迎電視女角色               | 同盟                                                        | 韋以柔 | 提名                 |
| 2017年 | 萬千星輝頒獎典禮2017            | 最受歡迎電視拍檔                 | 胡說八道真情假期                                            | 不適用 | 提名                 |
| 2017年 | 觀眾在民間電視大獎2017          | 民選最佳資訊綜藝節目主持         | 胡說八道真情假期                                            | 不適用 | 最後六強(第二名)     |
| 2018年 | 萬千星輝頒獎典禮2018            | 最佳女主角                       | 天命                                                        | 长媚   | 提名                 |
| 2018年 | 萬千星輝頒獎典禮2018            | 馬來西亞最喜愛TVB女主角          | 天命                                                        | 长媚   | 提名                 |
| 2018年 | 萬千星輝頒獎典禮2018            | 新加坡最喜愛TVB女主角            | 天命                                                        | 长媚   | 提名                 |
| 2018年 | 萬千星輝頒獎典禮2018            | 最受欢迎电视女角色               | 天命                                                        | 长媚   | 提名                 |
| 2018年 | 亚洲电视大奖                    | 最佳女配角                       | 同盟                                                        | 韋以柔 | 提名                 |
| 2019年 | 萬千星輝頒獎典禮2019            | 最佳女主角                       | 包青天再起風雲                                              | 紀念念 | 提名                 |
| 2019年 | 萬千星輝頒獎典禮2019            | 最受歡迎電視女角色               | 包青天再起風雲                                              | 紀念念 | 提名                 |
| 2020年 | 萬千星輝頒獎典禮2020            | 最佳女主角                       | 黃金有罪                                                    | 水敏晶 | 提名                 |
| 2020年 | 萬千星輝頒獎典禮2020            | 馬來西亞最喜愛TVB女主角          | 黃金有罪                                                    | 水敏晶 | 提名                 |
| 2020年 | 萬千星輝頒獎典禮2020            | 最受歡迎電視女角色               | 黃金有罪                                                    | 水敏晶 | 提名                 |
| 2021年 | 萬千星輝頒獎典禮2021            | 最佳女主角                       | 大步走                                                      | 何家欣 | 提名                 |
| 2021年 | 萬千星輝頒獎典禮2021            | 最佳女主角                       | 拳王                                                        | 雷堅   | 最後五強             |
| 2021年 | 萬千星輝頒獎典禮2021            | 最受歡迎電視女角色               | 拳王                                                        | 雷堅   | 最後十強             |
| 2021年 | 萬千星輝頒獎典禮2021            | 馬來西亞最喜愛TVB女主角          | 拳王                                                        | 雷堅   | 最後五強             |
| 2021年 | 萬千星輝頒獎典禮2021            | 馬來西亞最喜愛TVB女主角          | 大步走                                                      | 何家欣 | 提名                 |
| 2021年 | 萬千星輝頒獎典禮2021            | 最受歡迎電視拍檔                 | 大步走                                                      | 何家欣 | 與陳山聰提名         |
| 2021年 | 觀眾在民間電視大獎2021          | 民選最佳女主角                   | 拳王                                                        | 雷堅   | 提名                 |
| 2021年 | 觀眾在民間電視大獎2021          | 民選最佳戲劇拍擋                 | 大步走                                                      | 何家欣 | 與陳山聰提名         |
| 2022年 | 亞洲影藝創意大獎                | 最佳女配角（香港區）             | 鐵拳英雄                                                    | 金福妹 | 獲獎                 |
| 2022年 | 亞洲影藝創意大獎                | 最佳女配角                       | 鐵拳英雄                                                    | 金福妹 | 提名                 |
| 2022年 | 萬千星輝頒獎典禮2022            | 最佳女配角                       | 鐵拳英雄                                                    | 金福妹 | 最後五強             |
| 2022年 | 萬千星輝頒獎典禮2022            | 最受歡迎電視女角色               | 鐵拳英雄                                                    | 金福妹 | 提名                 |
| 2023年 | 纽约电视电影节2023              | 最佳女演员                       | 铁拳英雄                                                    | 金福妹 | 优异奖               |
| 2023年 | 萬千星輝頒獎典禮2023            | 最佳女主角                       | 一舞傾城                                                    | 石慧瓊 | 提名                 |
| 2023年 | 萬千星輝頒獎典禮2023            | 大灣區最喜愛TVB女主角            | 一舞傾城                                                    | 石慧瓊 | 提名                 |
| 2023年 | 萬千星輝頒獎典禮2023            | 馬來西亞最喜愛TVB女主角          | 一舞傾城                                                    | 石慧瓊 | 提名                 |
| 2024年 | 萬千星輝頒獎典禮2024            | 最佳女主角                       | 狀王之王                                                    | 玲瓏   | 提名                 |
| 2024年 | 萬千星輝頒獎典禮2024            | 最佳女主角                       | 反黑英雄                                                    | 林雪兒 | 最後五強             |
| 2024年 | 萬千星輝頒獎典禮2024            | 大灣區最喜愛TVB女主角            | 反黑英雄                                                    | 林雪兒 | 最後五強             |
| 2024年 | 萬千星輝頒獎典禮2024            | 馬來西亞最喜愛TVB女主角          | 反黑英雄                                                    | 林雪兒 | 提名                 |

## 外部連結
- 姚子羚-TVBBlog
- 姚子羚的Instagram帳戶
- 姚子羚的Facebook專頁
- 姚子羚的小紅書帳戶